# I Got a Boy
I Got a Boy é o quarto álbum de estúdio em coreano (sexto no geral) do grupo feminino sul-coreano Girls' Generation. Foi lançado para download digital em 1º de janeiro de 2013 pela SM Entertainment e foi disponibilizado nos formatos físicos no dia seguinte pela KT Music. Musicalmente, o álbum é caracterizado por combinar elementos de uma vasta gama de gêneros musicais, incluindo R&B, new wave e EDM. Esse é o último álbum de estúdio em coreano do grupo com a ex-integrante Jessica antes de sua saída do grupo em 2014.
I Got a Boy recebeu avaliações mistas dos críticos musicais; foi elogiado por seus estilos musicais ecléticos, porém outros foram favoráveis a apenas seletas canções do projeto. Comercialmente, foi um sucesso domesticamente, atingindo o topo da Gaon Album Chart e tornando-se o segundo álbum mais vendido no país em 2013. O álbum também alcançou a sétima posição da Oricon Albums Chart, terceira posição na Taiwanese G-Music Chart e a primeira posição da Billboard World Albums.
Para promover o álbum, o grupo se apresentou em vários programas musicais, dentre eles Music Bank e Show! Music Core. O álbum foi precedido pelo single de pré-lançamento "Dancing Queen", originalmente gravado em 2008 e um remake de "Mercy" de Duffy, lançado em 21 de dezembro de 2012. A faixa-título foi lançada como segundo single em 1º de janeiro de 2013 e recebeu grande atenção da mídia ocidental após ser vencedor do prêmio de Vídeo do Ano no primeiro YouTube Music Awards.

## Antecedentes e desenvolvimento
Em outubro de 2011, o grupo fez seu comeback coreano com The Boys, depois de um ano de distância, no Japão, durante o qual elas lançaram seu álbum de estreia em japonês, Girls' Generation. "The Boys" tornou-se o álbum não-recompactado mais bem vendido na história da Gaon Chart, vendendo mais de 420.000 cópias no começo de 2012. Depois disso, o grupo anunciou a criação de sua primeira sub-unidade, Girls' Generation-TTS, formada pelas integrantes Taeyeon, Tiffany e Seohyun, que lançaram o EP Twinkle em abril. O grupo, então, voltou ao Japão com uma série de singles japoneses de seu segundo álbum em japonês, Girls' Generation II ~Girls & Peace~ (2012).
Em novembro de 2012, em entrevista para a revista de moda sul-coreana CeCi, Seohyun disse que o grupo estava se preparando para o álbum há algum tempo, acrescentando: "Este álbum é realmente diferente de nossos habituais. É como desafiar os limites de uma pessoa. Estou ansiosa pelo que os fãs irão pensar, e porque ainda é um segredo [entre nós].
O grupo tinha originalmente planejado para fazer um retorno coreano durante os meses de outubro e novembro. No entanto, os planos foram descartados para o grupo concentrar-se nas promoções japonesas até o final de 2012. Em 16 de novembro de 2012, revelou-se o grupo faria um retorno coreano após 14 meses. No mês seguinte, em 11 de dezembro de 2012, um representante da SM Entertainment disse que o grupo estava em fase final de preparação para o seu quarto álbum, no entanto, a data de lançamento ainda estava indefinida. Em 20 de dezembro, a SM Entertainment publicou uma imagem teaser contendo as palavras "2012. 12. 21 10 A.M." em seu Twitter oficial.

## Lançamento e promoção
Depois que a SM Entertainment revelou que o grupo pretendia retornar em janeiro de 2013, a MBC anunciou em 11 de dezembro de 2012 que o grupo estaria recebendo uma transmissão separada, descrevendo o processo de preparação para o lançamento do álbum. Em 20 de dezembro, a SM Entertainment lançou uma imagem teaser através de sua conta oficial no Twitter. No texto sobre o emblema se lê "Girls' Generation 2013", com a data e hora, "2012. 12. 21 10 A.M.". Mais tarde foi revelado que isso se referia ao single de pré-lançamento "Dancing Queen", que foi lançado na data correspondente.
Após o lançamento de "Dancing Queen", o grupo iniciou o lançamento de imagens teaser, com a primeira integrante sendo Hyoyeon, exibindo um cabelo multi-colorido. Outra foto de Hyoyeon foi lançada, que mostra o título do álbum tatuado em seu pescoço com uma face masculina e os nomes das integrantes do grupo. O álbum foi formalmente anunciado após o lançamento, com um total de dez capas; sendo nove para as integrantes individualmente e uma para o grupo como um todo.

## Singles
O grupo lançou uma canção de pré-lançamento intitulada "Dancing Queen" no dia 20 de dezembro de 2012. A canção é um remake da canção de 2008 da cantora galesa Duffy, "Mercy". A canção foi gravada pelo grupo em 2008 como sua canção de retorno, após um hiato de nove meses, porém os planos foram desfeitos e o grupo lançou "Gee" à época.
"I Got a Boy" foi lançada junto com o álbum no dia 1º de Janeiro de 2013.

## Lista de faixas
| CD             |                           | |                                                                 |         |  |
| N.º            | Título                    | Compositor(es)                                                                                          | Produtor(es)                                                    | Duração |  |
| 1.             | "I Got a Boy"             | Yoo Young-jin, Will Simms, Anne Judith Wik, Sarah Lundbäck Bell                                         | Will Simms, Yoo Young-jin                                       | 4:31    |  |
| 2.             | "Dancing Queen"           | Yoon Hyo-sang, Jessica Jung, Tiffany Hwang, Steve Booker                                                | Steve Brooker, Kenzie                                           | 3:35    |  |
| 3.             | "Baby Maybe"              | Sooyoung, Kwon Yuri, Seohyun, Mich Hansen, Jonas Jeberg, Ruth-Anne Cunningham, Pixie Lott               | Mitch Hansen                                                    | 3:43    |  |
| 4.             | "말해봐" (Talk Talk)      | Kim Tae-sung, Charlie Mason, Oscar Gorres, Danny Saucedo                                                | Charlie Mason                                                   | 2:46    |  |
| 5.             | "Promise"                 | Moul, Joseph Belmaati                                                                                   | Joseph Belmaati                                                 | 3:15    |  |
| 6.             | "Express 999"             | Kim Jung-bae                                                                                            | Kenzie                                                          | 3:27    |  |
| 7.             | "유리아이" (Lost in Love) | Park Chang-hyun                                                                                         | Park Chang-hyun                                                 | 4:00    |  |
| 8.             | "Look at Me"              | Jun Kandi, Johan Gustafson, Fredrik Häggstam, Sebastian Lundberg, Louis Schoorl                         | Trinity (Johan Gustafson, Fredrik Häggstam, Sebastian Lundberg) | 3:01    |  |
| 9.             | "XYZ"                     | Kwon Yuri, Seohyun                                                                                      | Stereotypes, Victoria Horn                                      | 3:15    |  |
| 10.            | "낭만길" (Romantic St.)   | Hyuk Shin, Matthew Heath, Hailey Collier, DK, Jordan Kyle, Jee Yoon Yoo, Lee Shinsung, Lee Chanmi, Sumi | Hyuk Shin, Jordan Kyle                                          | 3:59    |  |
| Duração total: | Duração total:            | Duração total:                                                                                          | Duração total:                                                  | 37:34   |  |

Notas
- "Dancing Queen" é um remake da música, Mercy, da cantora Duffy
- "Baby Maybe" foi originalmente escrita como uma demo em inglês pela cantora e compositora Pixie Lott sob o título de "What You Do." A música foi dada mais tarde para o Girls' Generation para Seohyun, Yuri e Sooyoung re-escrevê-las.
- "Talk Talk" (antes chamada Boomerang) foi gravada em 2008. A versão japonesa, intitulada "Boomerang", foi inclusa no seu segundo álbum japonês, Girls' Generation II ~Girls & Peace~.

## Desempenho nas paradas

### Álbum
| Parada                                 | Melhor posição |
| -------------------------------------- | -------------- |
| Gaon Weekly Albums                     | 1              |
| Gaon Monthly Albums                    | 1              |
| Japan Oricon Weekly Albums             | 7              |
| US Billboard World Albums              | 1              |
| US Billboard Heatseekers Albums        | 2              |
| US Billboard Independent Albums Albums | 23             |

### Singles
| Parada                  | Melhor posição |
| ----------------------- | -------------- |
| Gaon Singles            | 1              |
| Gaon Streaming Singles  | 5              |
| Gaon Download Singles   | 1              |
| Gaon Mobile Ringtone    | 10             |
| Gaon Karaoke            |                |
| Billboard K-Pop Hot 100 | 1              |

| Parada                  | Melhor posição |
| ----------------------- | -------------- |
| Gaon Singles            | 1              |
| Gaon Streaming Singles  | 2              |
| Gaon Downloads Singles  | 1              |
| Gaon Mobile Singles     | 5              |
| Gaon Karaoke            |                |
| Billboard K-Pop Hot 100 | 2              |

### Outras canções
| "Express 999"  | 14 | 35 |
| "Baby Maybe"   | 21 | 29 |
| "Talk Talk"    | 28 | 49 |
| "Lost In Love" | 30 | 45 |
| "Promise"      | 31 | 48 |
| "Romantic St." | 38 | 56 |
| "Look At Me"   | 41 | 67 |
| "XYZ"          | 42 | 76 |

### Vendas e certificações
| Parada                                 | Quantidade |
| -------------------------------------- | ---------- |
| Gaon vendas físicas                    |            |
| Oricon vendas físicas (Edição Coreana) |            |

## Histórico de lançamento
| Região        | Formato          | Data                   | Gravadora                      | Edição                                   |
| ------------- | ---------------- | ---------------------- | ------------------------------ | ---------------------------------------- |
| Mundialmente  | Download digital | 1º de janeiro de 2013  | SM Entertainment               | Edição Regular                           |
| Coreia do Sul | CD               | 2 de janeiro de 2013   | SM Entertainment, KMP Holdings | Edição Regular (versões de grupo e solo) |
| Japão         | CD               | 6 de fevereiro de 2013 | Nayutawave Records             | Edição Regular (versões de grupo e solo) |